# Okręg Grasse
Okręg Grasse (fr. Arrondissement de Grasse) – okręg w południowo-wschodniej Francji. Populacja wynosi 505 tysięcy.

## Podział administracyjny
W skład okręgu wchodzą następujące kantony:
- Antibes-Biot,
- Antibes-Centre,
- Bar-sur-Loup,
- Cagnes-sur-Mer-Centre,
- Cagnes-sur-Mer-Ouest,
- Cannes-Centre,
- Cannes-Est,
- Cannet,
- Carros,
- Coursegoules,
- Grasse-Nord,
- Grasse-Sud,
- Mandelieu-Cannes-Ouest,
- Mougins,
- Saint-Auban,
- Saint-Laurent-du-Var-Cagnes-sur-Mer-Est,
- Saint-Vallier-de-Thiey,
- Vallauris-Antibes-Ouest,
- Vence.